# Max Diamand
Max Diamand (* 27. Februar 1910 in München; † 9. Juli 1974 ebenda) war ein deutscher Textilgroßhändler.

## Leben
Wegen seiner jüdischen Abstammung wurde er 1939 in das Konzentrationslager in Dachau und später in das KZ Buchenwald deportiert. Nach Ende des Zweiten Weltkriegs war er maßgeblich am Aufbau der jüdischen Kultusgemeinde in München und des Bayerischen Hilfswerks in der United Nations Relief and Rehabilitation Administration (UNRRA) beteiligt.
Später war er in seiner unternehmerischen Tätigkeit Vorstand der Unternehmervereinigung Euro-Industriepark und beteiligte sich an der Wiedereröffnung eines jüdischen Altenheims.
In Erinnerung an Diamands Wirken wurde im Münchener Stadtbezirk Milbertshofen-Am Hart am 17. Juli 1997 eine Straße nach ihm benannt. 2017 wurde das Straßenschild um Informationen zur Person ergänzt. Die Straße gehört zum KulturGeschichtsPfad 11 der Stadt.